# رسانه‌های اجتماعی
رسانه‌های اجتماعی (به انگلیسی: Social media) یا شبکه‌های اجتماعی (به انگلیسی: Social media channels) فناوری‌های رایانه‌ای هستند که ایجاد یا اشتراک اطلاعات، ایده‌ها، علایق شغلی و سایر شکل‌های گفتگو را از طریق جوامع و شبکه‌های مجازی، در قالب بسترهایی همچون وب و تلفن همراه تسهیل می‌کنند. رسانه‌های اجتماعی برنامه‌های کاربردی مبتنی بر اینترنت هستند که بر روی پایه‌های ایدئولوژیک و فناوری وب ۲٫۰، به کاربران اجازه ایجاد و تبادل تولید محتوا را می‌دهد. رسانه‌های اجتماعی می‌توانند بر روی بسیاری از اشکال مختلف، از جمله؛ تالارهای گفتگو، وبلاگ‌ها، وبلاگ اجتماعی، میکروبلاگ‌ها، ویکی‌ها، پادکست‌ها، عکس‌ها یا تصاویر، ویدئوها، در قالب یک نوع امتیاز بر پایهٔ مشارکت اجتماعی، محسوب شوند.
روز جهانی رسانه‌های اجتماعی در تقویم میلادی در تاریخ ۳۰ ژوئن (۱۰ تیرماه) قرار دارد. این روز به عنوان راهی برای شناخت تأثیر رسانه‌های اجتماعی بر ارتباطات جهانی و گرد هم آوردن جهانیان برای جشن گرفتن چنین تأثیری نامگذاری شده است.
رشد مؤثر و پیوسته در رسانه‌های اجتماعی به خصوص اینستاگرام، نیازمند داشتن یک تقویم محتوایی است.

## تحلیل

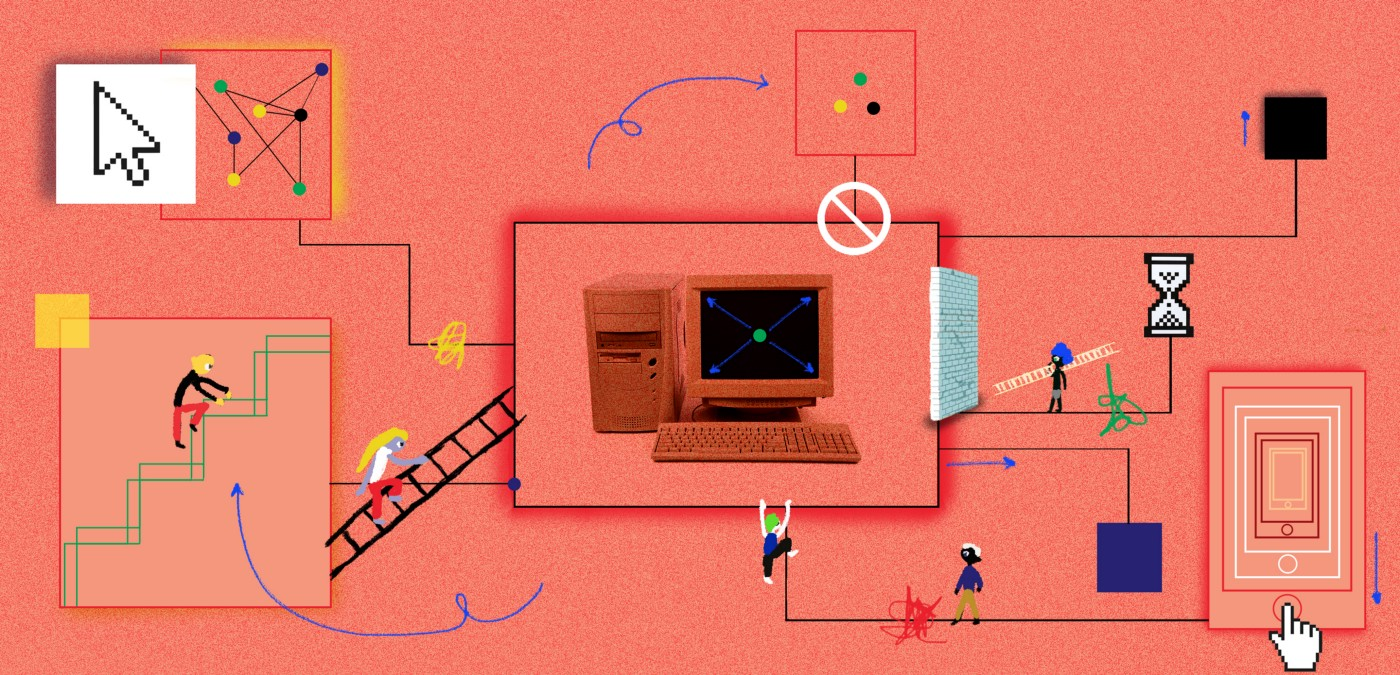
شماتیک از فضای مجازی

فضای مجازی، امکان شکل‌گیری اجتماعات جدید از کاربران را فراهم می‌کند. از زمان فردیناند تونیس و تلاش او برای تعریف دو گونه تجمع انسانی یعنی «اجتماع» (گزلشافت) در مقابل «جامعه» (گمنشافت) به بعد همه متفکران علوم اجتماعی و فرهنگی «رو در رو بودن»، «محدودیت تعداد»، و «ابتناء بر روابط عاطفی و نه روابط عقلانی» را از خصائص بنیادی اجتماع عنوان کرده‌اند.
شواهد جدید افزایش استفاده از رسانه‌های اجتماعی را با کاهش سلامت روان در میان جوانان مرتبط می‌دانند. رسانه‌های اجتماعی ممکن است تأثیر مستقیم و غیرمستقیم بر مصرف‌کنندگان داشته باشند. وقتی صحبت از رسانه‌های اجتماعی می‌شود، هم فرایندها و هم محتوای آن مشکل‌ساز به نظر می‌رسد.
رسانه‌های اجتماعی با دادن گزینه‌های بسیار کوچک به شما توهم آزادی را ارائه می‌دهند
در حالی‌که تهدیدهای قدیمی سلامت برای نوجوانان مانند رانندگی در حالت مستی، بارداری نوجوانان و سیگار کشیدن کاهش یافته است، یک تهدید جدید ظاهر شده است و آن تهدید، سلامت روان ضعیف و کاهش تاب آوری است.
از نظر محتوا، رسانه‌های اجتماعی تصویری منحرف و تحریف شده از جهان ارائه می‌دهند. محتوا برای افزایش بازدید طراحی شده است، و این محتوا بیشتر از آنچه مورد نیاز مصرف‌کننده باشد یا برایش مهم و مفید باشد، آنچه را بیشتر تماشا می‌کند به او ارائه می‌دهد.
علاوه بر این، بسیاری از این محتواها زباله‌ای بیش نیستند، با این حال هیچ ابزاری برای شناسایی ارزش حقیقی رسانه‌های اجتماعی وجود ندارد، و تشخیص اطلاعات قابل اعتماد از غیرقابل اعتماد دشوار است.
محتوای جعلی، نادرست یا بدخواهانه همه جا وجود دارد. اما رسانه‌ها ابزاری را به جوانان نمی‌دهند تا حقیقت را از دروغ، واقعیت را از تخیّل، بی‌اهمیت را از مهم، و از آن بیشتر، ربات را از انسان تشخیص دهند.
هر چند روابط کاربران فضای مجازی رابطه‌ای با واسطه و نه رو در رو است اما بسیاری از پژوهشگران اینترنت تمایل دارند از اصطلاح «اجتماع» برای اشاره به جمع کاربران استفاده کنند.
شبکه‌های اجتماعی مجازی مانند فیس‌بوک در بین مردم جهان محبوبیت بالایی کسب کرده‌اند. این شبکه‌های اجتماعی در عین حال که فضایی برای یافتن دوستان جدید یا قدیمی هستند، جایی برای تبادل نظر هستند که در آن‌ها افراد عقاید و نظرات خود را با هم به اشتراک و بحث می‌گذارند.
اهمیت و محبوبیت شبکه‌های اجتماعی مجازی، در آینده بیش از این هم اهمیت پیدا می‌کند؛ زیرا در دنیای حقیقی هیچ‌گاه افراد علاقه‌مند، موضوعات موردعلاقه خود را به این گستردگی نمی‌یافتند.

### شرکت‌ها و نهادها
استفاده از خدمات شبکه‌های اجتماعی، روزبه‌روز محبوبیت بیشتری پیدا می‌کند.
هم‌اکنون سایت‌های شبکه‌های اجتماعی، بعد از درگاه‌های وب بزرگی مانند یاهو! یا ام‌اس‌ان و موتورهای جستجوی وب مانند گوگل، تبدیل به پراستفاده‌ترین خدمت اینترنتی شده‌اند.
ناسا هم برای جذب جوانان علاقه‌مند به موضوعات هوافضا، یک شبکه اجتماعی را بر پایه استانداردهای نسل آینده وب و تنظیمات سایت خود راه‌اندازی کرد. این شبکه اجتماعی با نام «مای ناسا» بخش‌های بسیار پیشرفته‌ای دارد که کاربران می‌توانند از طریق آن‌ها تصاویر و تفکرات خود را دربارهٔ موضوعات فضایی با سایر کاربران به‌اشتراک بگذارند. مای ناسا یک نمونه بسیار اصلی از شبکه‌های اجتماعی است و یک محیط مجازی را می‌سازد که در آن کاربران می‌توانند تمام موضوعات و مقولات مورد نظر و شخصی خود را جمع‌آوری کنند. کاربران می‌توانند در این شبکه اجتماعی جدید برای خود وبلاگ درست کنند و از وبلاگ‌هایی نظیر وبلاگ یکی از مدیران ناسا که روایت بسیار شگفت‌انگیزی را از مأموریت‌های فضایی خود نقل کرده است، استفاده کنند.
شبکه‌های اجتماعی، به‌خصوص آن‌هایی که کاربردهای معمولی و غیرتجاری دارند، مکان‌هایی در دنیای مجازی هستند که مردم خود را به‌طور خلاصه معرفی می‌کنند و امکان برقراری ارتباط با همفکرانشان را در زمینه‌های مختلف مورد علاقه فراهم می‌کنند. البته در بعضی از این موارد مثل مای‌ناسا سمت و سوی اصلی این علایق (فضا) مشخص است.

### در ایران
در ایران عضویت در شبکه‌های اجتماعی جرم تلقی نمی‌شود و جرم انگاشتن به نوع فعالیت شبکه و فرد وابسته است. بر اساس قانون جرایم رایانه‌ای اصل بر آزادی است و شهروندان از تمامی امکانات اینترنت می‌توانند استفاده کنند اما این اصل استثناهایی دارد که عمدتاً در قانون جرایم رایانه‌ای آمده است ارتکاب این ممنوعیت‌ها جرم و قابل مجازات است.

#### تأثیرات رسانه‌های اجتماعی بر فرهنگ ایران
در دهه‌های اخیر، شبکه‌های اجتماعی نقش فزاینده‌ای در شکل‌گیری و تغییر فرهنگ در ایران داشته‌اند. پلتفرم‌هایی مانند اینستاگرام، تلگرام و توییتر به سرعت به ابزارهایی برای تبادل فرهنگی، سیاسی و اجتماعی تبدیل شده‌اند. به ویژه در میان جوانان ایرانی، این شبکه‌ها به فضایی برای بیان نظرات، اشتراک‌گذاری محتواهای فرهنگی و اجتماعی و حتی شکل‌گیری جنبش‌های اجتماعی تبدیل شده‌اند. یکی از مهم‌ترین تغییرات در این زمینه، گسترش هنرهای دیجیتال و اینفلوئنسرها است که به‌ویژه در حوزه‌های مد، موسیقی و فیلم فعالیت می‌کنند و به تأثیرگذارترین شخصیت‌ها در فضای آنلاین تبدیل شده‌اند. همچنین، استفاده از هشتگ‌ها و کمپین‌های آنلاین در زمینه‌های حقوق بشر و آزادی زنان تأثیرات عمیقی در آگاهی عمومی و تغییرات فرهنگی در ایران داشته است. این تغییرات نه تنها در داخل ایران بلکه در سطح جهانی هم مورد توجه قرار گرفته است، چرا که به‌واسطه فضای آنلاین، فرهنگ ایرانی در معرض دید جهانیان قرار گرفته و به گونه‌ای نوین در حال شکل‌گیری است.

### در جهان
طبق آخرین داده‌های موجود، فیس بوک محبوب‌ترین و پرکاربردترین پلت فرم رسانه‌های اجتماعی در جهان است. با ۳٫۰۷ میلیارد کاربر فعال ماهانه، این بدان معناست که ۳۷ درصد از جمعیت جهان حداقل یک بار در ماه از فیس بوک استفاده می‌کنند. یوتیوب با ۲٫۵ میلیارد کاربر، دومین شبکه اجتماعی محبوب است.
شبکه‌های رسانه‌های اجتماعی که بر محتوای ویدیویی کوتاه تمرکز دارند به سرعت در حال رشد هستند. این شامل اینستاگرام و تیک تاک می‌شود. برنامه‌های پیام رسان مانند واتس اپ، فیس بوک مسنجر و تلگرام نیز در چند سال گذشته به سرعت به این لیست صعود کرده‌اند.
محبوب‌ترین شبکه‌های اجتماعی در جهان:
از اکتبر ۲۰۲۴، فیس بوک با نزدیک به ۳٫۱ میلیارد کاربر در سراسر جهان، در صدر فهرست محبوب‌ترین پلتفرم‌های رسانه‌های اجتماعی بر اساس تعداد کاربران قرار دارد.
چهار مورد از ۱۰ پلتفرم محبوب رسانه‌های اجتماعی متعلق به متا هستند. اینها فیس بوک، اینستاگرام، واتس اپ و فیس بوک مسنجر هستند.
محبوب‌ترین پلتفرم‌های رسانه‌های اجتماعی (۲۰۲۴): رتبه‌بندی بر اساس تعداد کاربران
۱۰ پلتفرم محبوب رسانه‌های اجتماعی

## تعداد کاربران جهانی (از اکتبر ۲۰۲۴)
- فیس بوک: ۳۰۷۰ میلیون
- یوتیوب :۲۵۳۰ میلیون
- اینستاگرام: ۲۰۰۰ میلیون
- واتس اپ :۲۰۰۰ میلیون
- تیک تاک: ۱۶۹۰ میلیون

در غیاب احزاب و جامعه مدنی قوی و با توجه به انحصار نسبی دولت بر رسانه‌ها (مطبوعات، رادیو و تلویزیون)، رسانه‌های اجتماعی اخیراً به عنوان یک بستر قدرتمند برای تلاش‌های مردمی ضدفساد در کشور ظاهر شده‌اند. گسترش چشمگیر فن‌آوری‌های ارتباطی در سال‌های اخیر، همراه با سانسور و سرکوب مداوم بیان آزاد در رسانه‌های رسمی، اینترنت و پلتفرم‌های اجتماعی را به عرصه اصلی انتقاد از سیاستهای دولت و مسئولان آن تبدیل کرده است.
بر اساس گزارش روزنامه دنیای اقتصاد به نقل از مرکز آمار ایران در خصوص سهم فضای مجازی در زندگی ایرانی‌ها، میزان عضویت در رسانه‌های اجتماعی از ۵۳ درصد در سال ۱۳۹۶ به ۶۵ درصد در سال ۱۳۹۹ رسیده است. همچنین متوسط حضور روزانه در رسانه‌های اجتماعی در حدود ۳۰ دقیقه در بازه زمانی مذکور افزایش داشته و به مدت قابل توجه یک ساعت و ۳۲ دقیقه در روز رسیده است. WhatsApp و Instagram نیز ۲ گزینه اصلی فعالیت در شبکه‌های مجازی برای کاربران ایرانی در سال ۱۳۹۹ گزارش شده است.

## فرهنگ استفاده
| محبوب‌ترین شبکه‌های اجتماعی بر اساس کشور فیس‌بوک توییتر وی‌کی اودنوکلاسنیکی اینستاگرام کیوزون no data |

پیش از اشاعه و ترویج هر امکاناتی در هر جامعه نیاز است تا فرهنگ استفاده از آن ذکر شود. چه بسا امکانات و وسایلی که جهت رفاه در جامعه بودند اما با فقدان فرهنگ استفاده از آن مضراتش بیشتر از منفعتش شده است. در حال حاضر گستردگی شبکه‌های مختلف اجتماعی در جامعه باعث شده، نظارت بر آن را با مشکلات بیشتری مواجه کند تا جایی که تشخیص اخبار کذب از واقعیت را در آن بسیار سخت می‌کند. این در حالی است که انتشار اخبار نادرست خصوصاً در زمینه سلامت، و پیروی کورکورانه از اخبار دروغ، می‌تواند خطرات و خسارت‌های جبران‌ناپذیری به بار آورد.
علاوه بر این، مردم کشورهای مختلف فرهنگ و برداشت‌های متفاوتی از رفتار درست و نادرست در شبکه‌های اجتماعی اینترنتی دارند که آگاهی از آنها می‌تواند باعث ایجاد روابط بهتر در شبکه‌های اجتماعی شود.

### مضرات
- مانند اعتیاد به دیگر چیزها، حتی در مواقعی که کاربر از شبکه‌های اجتماعی متنفر است، نمی‌تواند آن را ترک کند.[۳]
- از سوی دیگر، با وجود اینکه شبکه‌های اجتماعی می‌توانند حافظه کاربران را تقویت کند، اما استفاده بیش از اندازه می‌تواند باعث تضعیف حافظه و کاهش تمرکز شود.[۳]
- به دنبال مقایسهٔ دائمی کاربر با دیگر کاربران، شبکه‌های اجتماعی اگر به صورت مداوم مورد استفاده باشد، می‌تواند بر اعتماد به نفس جوانان، اثر مخربی داشته باشد.[۳]
- این بسترهای ارتباطی همواره به روش‌های متعدد مورد سوءاستفاده مهاجمان و کلاهبرداران سایبری قرار می‌گیرند. در بسیاری از «تهدیدهای پیشرفته و مستمر» نیز مهاجمان از رسانه‌های اجتماعی برای استخراج اطلاعات مورد نیاز یا تسخیر دستگاه آنها بهره می‌برند.

## تجارت
بسیاری از شرکت‌ها از شبکه‌های اجتماعی برای بازاریابی، برندسازی، تبلیغات، ارتباطات، تحریک فروش، آموزش غیررسمی کارکنان / توسعه سازمانی، تجزیه و تحلیل رقابتی، استخدام، مدیریت روابط / برنامه‌های وفاداری، و تجارت الکترونیک استفاده می‌کنند. شرکت‌ها از ابزارهای مانیتورینگ شبکه‌های اجتماعی برای نظارت، پیگیری و تحلیل گفتگوها که به بازاریابی، فروش و برنامه‌های دیگرشان کمک می‌کند، استفاده می‌کنند. ابزارها از برنامه‌های پایه رایگان تا ابزارهای مبتنی بر اشتراک متغیر هستند. شبکه‌های اجتماعی اطلاعاتی دربارهٔ روندهای صنعت ارائه می‌دهند. در صنعت مالی، شرکت‌ها از شبکه‌های اجتماعی به عنوان ابزاری برای تحلیل احساسات بازار استفاده می‌کنند. این ابزارها از بازاریابی محصولات مالی، روندهای بازار و به عنوان ابزاری برای شناسایی معاملات داخلی متغیر هستند. برای استفاده از این امکانات، شرکت‌ها به توصیه‌هایی برای استفاده از هر پلتفرم نیاز دارند.

### بازاریابی
هم رویکرد منفعل و هم فعال برای استفاده از شبکه‌های اجتماعی به عنوان ابزار بازاریابی وجود دارد. کیفیت مشتریان بالقوه‌ای که از شبکه‌های اجتماعی می‌آیند به‌طور معمول نیاز به توجه دارند تا به مشتری تبدیل شوند. بازاریابی در شبکه‌های اجتماعی می‌تواند به تبلیغ محصول یا خدمات و برقرار کردن ارتباط با مشتریان کمک کند. بازاریابی در شبکه‌های اجتماعی را می‌توان به رسانه‌های پولی، رسانه‌های کسب شده و رسانه‌های متعلق تقسیم کرد. با استفاده از رسانه‌های پولی، شرکت‌ها بر روی پلتفرم شبکه اجتماعی تبلیغ می‌کنند. رسانه‌های کسب شده زمانی ظاهر می‌شوند که شرکت‌ها کاری انجام می‌دهند که بر روی افراد علاقه‌مند تأثیرگذار است و آن‌ها به‌طور خودجوش در مورد آن مطالب منتشر می‌کنند. رسانه‌های متعلق پلتفرمی هستند که با ایجاد / تبلیغ محتوا برای کاربران خود، خودشان را تبلیغ می‌کنند.

## برخی از رسانه‌های اجتماعی
- تلگرام
- اینستاگرام
- فیس‌بوک
- توئیتر
- واتس‌اپ
- واتس‌اپ بیزینس
- روبیکا
- تردز